# Pavonia chlorantha
Pavonia chlorantha là một loài thực vật có hoa trong họ Cẩm quỳ. Loài này được (Kunth) Fryxell mô tả khoa học đầu tiên năm 1979.